# Ariana (namn)
Ariana är ett kvinnonamn, populärt i flera länder och språk, med de vanligaste varianterna Arianna och Ariane.

## Etymologi
Namnet Ariana har flera parallella ursprung:
Ariana, en latiniserad form av grekiska: Αρειανή/Arianē), som var en geografisk term använd av grekiska och romerska historiker under antiken om ett extensivt område i Centralasien, öster om Persien och väster om Indien, ungefär motsvarande dagens Pakistan och Afghanistan. Namnet Iran har sitt ursprung i sanskrit och ordet Aryānā (Ariana), med betydelsen "Ariernas land".
Namnet Arianna är också en latiniserad form av namnet Ariadne (grekiska: Ἀριάδνη; latin: Ariadna; "heligaste", kretensisk grekiska αρι [ari] "mest" och αδνος [adnos] "helig"), dotter till Minos, kung av Kreta, och hans drottning Pasifaë, dotter av Helios, solguden, i grekisk mytologi.
Ariana användes i den engelsktalande världen först under 1800-talet. Namnet ses ibland som ett walesiskt namn, bildat från kymriska: arian "silver".

## Popularitet
Ariana har inte varit ett vanligt namn i Sverige. Det första belägget för en form av namnet är en Maria Eriana Svederius, född 1776-11-19 i Sala, Västmanland. Formen Ariana finns belagd från 1845 i Brunflo, Värmland då en Ingeborg Ariana Åsell föddes.
Den 31 december 2018 fanns det totalt 467 kvinnor folkbokförda i Sverige med namnet Ariana, varav 375 bar det som tilltalsnamn. Motsvarande siffror för Arianna var 90 respektive 73, och för Ariane 136 respektive 68.
I USA har ökat i popularitet sedan slutet av 1980-talet, och Ariana nådde sin topplacering bland nyfödda år 2014, som det 37:e populäraste namnet på nyfödda flickor, med Arianna hack i häl på plats 40. Namnet har sedan dess dalat något, och låg 2017 på en plats 66.

## Namnsdagar
- Lettland: 22 februari [10]
- Grekland: 18 september [11]

## Personer som bär namnet

### Ariana
- Ariana Grande (född 1993), amerikansk sångare och skådespelare
- Ariana Kukors (född 1989), amerikansk simmare
- Ariana Nozeman (1626–1661), holländsk skådespelare
- Ariana Ramhage (född 1959), polsk-svensk målare och arkitekt
- Ariana Richards (född 1979), amerikansk skådespelare och konstnär
- Ariana Washington (född 1996), amerikansk friidrottare

### Arianna
- Arianna Errigo (född 1988), italiensk fäktare
- Arianna Follis, italiensk längdskidåkare
- Arianna Fontana, italiensk shorttrack-åkare
- Arianna Garibotti (född 1989), italiensk vattenpolospelare
- Arianna Huffington, (född 1955), grekisk-amerikansk författare och en av grundarna av Huffington Post

### Ariane
- Prinsessan Ariane av Nederländerna (född 2007)
- Ariane Friedrich (född 1984), tysk höjdhoppare
- Ariane Hingst (född 1979), tysk fotbollsspelare
- Ariane Mnouchkine (född 1939), fransk regissör
- Ariane Moffatt (född 1979), quebekisk singer-songwriter

### Fiktiva personer
- Ariana Dumbledore, fiktiv person i J.K. Rowlings böcker om Harry Potter
- Arianna "Ari" Langley, huvudprotagonisten i Mary Stantons böcker om Unicorns of Balinor
- Ariane, kvinnliga huvudrollen i Ariane et Barbe-bleue, en opera av Paul Dukas
- Ariane, kvinnliga huvudrollen i filmen Ariane (Love in  the Afternoon) från 1957